# OrCam MyEye
Los dispositivos ORCAM, como ORCAM MyEye, son dispositivos portátiles de visión artificial que permiten a personas con discapacidad visual leer texto e identificar objetos mediante retroalimentación de audio, describiendo lo que no pueden ver fabricado por ORCAM Technologies Ltd.
Reuters describió una parte importante de cómo funcionamiento en describirla como "una cámara inteligente inalámbrica" que, cuando adosado a las patas de las gafas, puede leer y verbalizar texto, así como los códigos de barras de los supermercados. Esta información se convierte en palabras pronunciadas en la oreja del usuario ". Tiene un sistema de reconocimiento facial que también forma parte del conjunto de funciones de ORCAM.

## Dispositivos
Hay tres dispositivos diferentes; ORCAM MyEye 2.0, ORCAM MyEye 1 y ORCAM MyReader.
ORCAM My Eye 2.0:

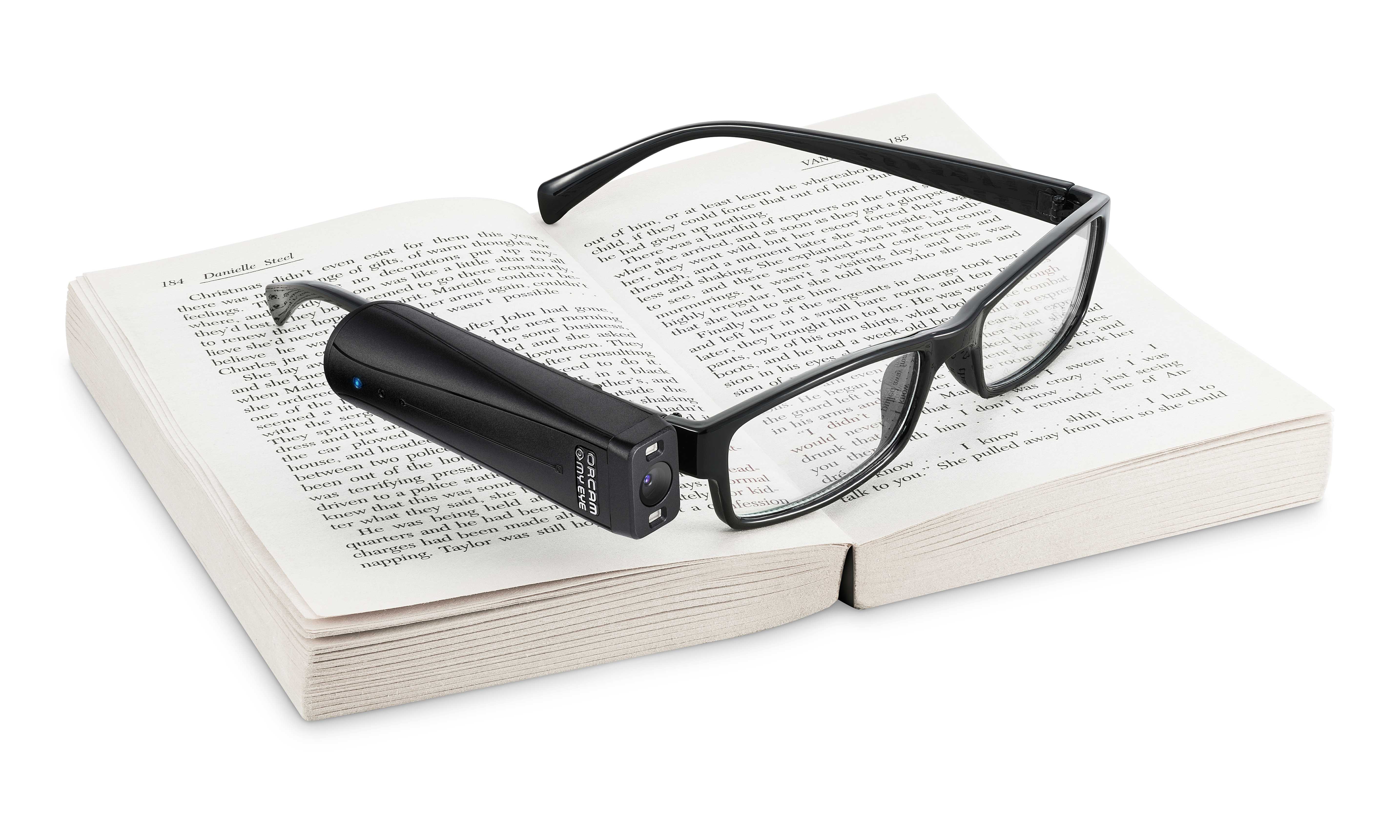
ORCAM MyEye 2.0

- la ORCAM MyEye 2.0 modelo de segunda generación se lanzó al mercado en diciembre del 2017.
- Aproximadamente del tamaño de un dedo, el MyEye 2.0 funciona con batería y se ha comprimido con forma de dispositivo autónomo.
- El dispositivo se pega magnéticamente a cualquier marco de gafas.
- ORCAM 2.0 es más pequeño y ligero (sólo 22,5 gramos) con más funcionalidad para restablecer la independencia a las personas con discapacidad visual.[4]

## Estudios clínicos
Oftalmología JAMA: 2016 JAMA Ophthalmology realizó un estudio con 12 participantes legalmente ciegos para evaluar la utilidad de un dispositivo portátil de visión artificial (ORCAM) para pacientes con baja visión. Los resultados mostraron que el dispositivo ORCAM mejoró la capacidad del paciente para realizar tareas simulando las de la vida diaria, tales como leer un mensaje en un dispositivo electrónico, un artículo de periódicos o un menú.
Wills Eye: Wills Eye fue un estudio clínico diseñado para medir el impacto del dispositivo ORCAM sobre la calidad de vida de los pacientes con glaucoma en fase final. La conclusión fue que ORCAM, un nuevo dispositivo de visión artificial que utiliza una cámara fotográfica montada sobre gafas, permitía a los pacientes ciegos legalmente con glaucoma en fase final leer independientemente, mejorando posteriormente su calidad de vida.

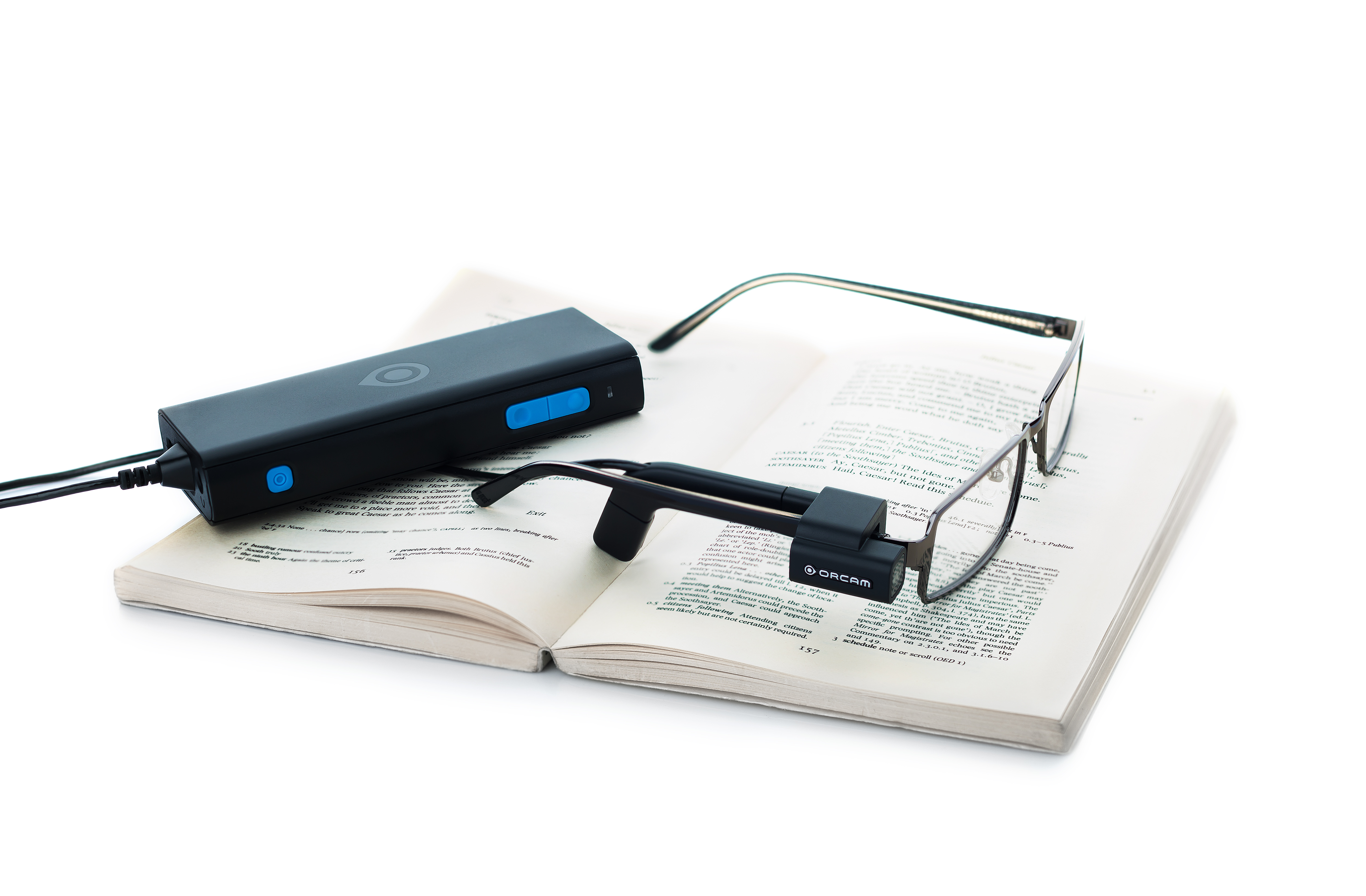
OrCam90

## Pruebas con empleados
El New York Times describió como un dispositivo ORCAM prelanzamiento fue utilizado en 2013 por un empleado con problemas de Coloboma para la compra de comestibles. Fue el pequeño tamaño del prototipo en lugar de la funcionalidad que le dio más movilidad a los pasillos de una tienda israelí.
Se describió una mejora de la vida cotidiana: "tanto para reconocer como para decir en alta voz.. números de autobús.. semáforos".

## Aspectos sociales
En contraste con una versión inicial de Google Glass, que "falló... porque.. Los portadores de gafas podían ser "engañados", primeros dispositivos ORCAM utilizaban diseños "escondidos discretamente a la camisa o tal vez el cinturón"
Además, no registra sonidos ni imágenes, lo que se llamó "el rompecabezas de privacidad que hundió Google-Glasses.
Un revisor de tecnología de 2018 escribió que deseaba que tuviera un enchufe para auriculares "por lo que sería menos perjudicial en lugares donde otros trabajen". De hecho se intentó utilizar la conducción ósea.

## Introducción en los EE. UU.
En 2018, un equipo dirigido por el miembro de la Asamblea de Nueva York (Estado), Dov Hikind, introdujo el uso de dispositivos ORCAM a diez personas seleccionadas por el que llamó "nueva tecnología israelí que realmente marca la diferencia para los invidentes ".
Aunque no fue un gran éxito en Estados Unidos, se centró más que un proyecto financiado con fondos públicos que fue autorizado en 2016 por una agencia gubernamental de California. También en 2016 el faro de ciegos de Chicago demostró su uso.

## Tecnología
En el área del hardware, la miniaturización ha sido bastante importante, pero una de las principales áreas, el software, fue mencionada por la Asamblea Hikind, e informada por The Times of Israel es el " algoritmo basado en la IA "que" informa.. cuantos la gente es a una habitación.
Además de leer texto impreso, también puede ayudar a "ver" lo que hay en la pantalla de un televisor o de un ordenador. Aunque ORCAM no puede evitar la información escrita a mano, puede reutilizar la información, la base del reconocimiento de la "moneda de los Estados Unidos e incluso las caras".

### Características
Aunque el soporte lingüístico inicial fue para el inglés, el francés, el alemán, el hebreo y el castellano, otros disponibles ahora son el danés, holandés, finlandés, italiano, noruego, portugués y sueco.

## Historia
OrCam Technologies Ltd va ser fundada el 2010 pel professor Amnon Shashua i Ziv Aviram. Abans de cofundar OrCam, tots dos van fundar el 1999 Mobileye, una empresa israeliana que desenvolupa sistemes avançats d’assistència de conductors (ADAS) basats en la visió que ofereixen advertències per a la prevenció i mitigació de col·lisions, que Intel va adquirir per 15.300 milions de dòlars el 2017. OrCam va llançar OrCam MyEye el 2013 després d’anys de desenvolupament i proves, i va començar a vendre’l comercialment el 2015. 
En sus primeros años, la compañía recaudó 22 millones de dólares, de los cuales 6 millones provenían de Intel Capital. En 2014, Intel, que también invertía en Google Glass, había invertido 15 millones de dólares en ORCAM. En marzo de 2017, ORCAM había recaudado 41 millones de dólares de capital, lo que valía 600 millones de dólares.
Uno de los resultados del primer marketing en Estados Unidos fue que "llegaron a un acuerdo con el Departamento de Rehabilitación de California,... calificando los residentes del estado ciegos y con discapacidad visual".

## ORCAM Technologies Ltd.
ORCAM Technologies Ltd. es la empresa con sede en Israel que produce estos dispositivos ORCAM, que son espacios de inteligencia artificial portables. La compañía desarrolla y fabrica dispositivos de tecnología de asistencia para personas con discapacidad visual, visión parcial, ciegas, discapacitados para imprimir o con otras discapacidades. La sede central de ORCAM se encuentra en Jerusalén y opera bajo la denominación ORCAM Technologies Ltd.
ORCAM tiene más de 150 empleados, tiene su sede central en Jerusalén y tiene oficinas en Nueva York, Toronto y Londres.

## Premios
- Ganador permanente del último gadget de 2018[21]
- Premio CES Innovation Awards 2018 en tecnología accesible[22]
- Premio NAIDEX a la innovación 2017[23]
- Premio Louise Braille al reconocimiento corporativo 2016[24]
- Premio Silmar-de-Oro 2016[25]